# Marco Heinis
Marco Heinis , né le 14 avril 2003, à  Pontarlier est un skieur français spécialiste du combiné nordique.

## Historique
Marco Heinis est originaire de la région du Haut-Doubs en Franche-Comté dans le massif du Jura. Il est licencié comme son coéquipier Matteo Baud à l'Olympic Mont d'Or.
Il participe en janvier 2020 aux Jeux olympiques de la jeunesse de Lausanne à Prémanon,. Il se classe 11e de l'épreuve individuel en combiné nordique. Il s'illustre lors de l'épreuve par équipe mixte de saut à ski en terminant 3e synonyme d'une médaille de bronze  accompagné de Joséphine Pagnier, Valentin Foubert (pl) et Emma Tréand.
À la suite de ses bons résultats il intègre le circuit de la coupe de monde à partir de novembre 2020.
En 2022, il remporte la médaille de bronze sur l'épreuve individuelle de combiné lors du festival des jeux olympiques de la jeunesse à Lahti,.
En novembre 2023, il signe à Ruka sa meilleure performance en carrière avec une 18e place.

## Résultats

### Coupe du monde
- Meilleur place au classement général : 41e Coupe du monde de combiné nordique 2023-2024[13].

### Coupe continentale
| Saison  | Place | Points |
| ------- | ----- | ------ |
| 2019/20 | 66e   | 21     |
| 2020/21 | 48e   | 34     |
| 2021/22 | 39e   | 87     |